# あいまいみーまいん
あいまいみーまいんは、小野早稀、桑原由気、東城日沙子、摩天楼由香による日本の声優ユニット。
2014年7月より放送のアニメ『ひめゴト』のメインキャストで構成。
2015年9月29日、ニコニコ生放送「あいまいみーまいん～卒業式～」をもって活動終了。

## メンバー
所属は当時のもの。
小野早稀（おの さき）
11月26日生まれ。A型。東京都出身。青年座映画放送所属。愛称「ちゃんさき」。
桑原由気（くわはら ゆうき）
6月24日生まれ。O型。長崎県出身。マウスプロモーション所属。愛称「くわちゃん」「ゆうき」。
東城日沙子（とうじょう ひさこ）
8月21日生まれ。A型。埼玉県出身。EARLY WING所属。愛称「じょー」。
摩天楼由香（まてんろう ゆか）
7月12日生まれ。B型。東京都出身。スーパーシャークエンターテイメント所属。愛称「ゆかちー。」改名前は早乙女由香として活動。

## 来歴
旭プロダクションのプロデュースによる声優ユニット。プロデューサーは元同社の原田浩介。
- 2013年12月22日 - 同社のニコニコ生放送番組、アニメ情報バラエティ『アニメON!』の企画による公開生放送ライブにて発表。「とらぶるめーかー」、「めーきゃっぷ!」の2曲を披露。
- 2014年1月18日 - 公式ツイッター開始。
- 2014年2月16日 - 公式ツイッターにて、2014年2月25日に正式デビュー記者会見が行なわれることが発表。
- 2014年2月25日
  - 正式デビュー記者会見。16時の開始より冒頭20分程はニコニコ生放送でも配信。
  - 公式サイト開設。
  - アニメ情報バラエティ『アニメON!』にて、あいまいみーまいんの新コーナー開始。
- 2014年3月5日
  - デビューシングル『とらぶるめーかー / めーきゃっぷ!』発売。
  - デビューシングル発売イベント - とらのあな秋葉原店C 4Fイベントスペース

イベントでは通常盤、期間限定盤のほか、マフラータオルも販売開始。ライブ限定盤は3月6日のライブより発売と告知。
- 2014年4月16日 - ラジオ番組「霜科生徒会のひめゴトラジオ」開始。
- 2014年7月7日 - 声優としてメインキャストを担当のアニメ『ひめゴト』放送開始。
- 2014年7月19日 - あいまいみーまいんの「ひめゴト」ツアーを名古屋、大阪、20日福岡、21日東京にて開催。各会場で1曲ずつソロ曲を披露した。
- 2014年8月8日 - 海外イベント（台湾）参加。
- 2014年9月20日 - 『とらぶるめーかー / めーきゃっぷ!』アニメジャケット盤と「霜科生徒会のひめゴトラジオ」Vol.3&4のCD発売イベントを大阪、21日東京にて開催。
- 2014年10月18日 - アルバム『Personality』と「霜科生徒会のひめゴトラジオ」Vol.6のCD発売イベントを大阪、19日東京にて開催。
- 2014年11月29日 - アニメ「ひめゴト」BD発売記念イベントを大阪、30日東京にて開催。
- 2014年12月7日 - 「霜科生徒会のひめゴトラジオ」全巻購入者の抽選によるシークレットライブを開催。
- 2014年12月21日 - 前年に続き『アニメON!』公開生放送ライブに出演。デビュー1周年。
- 2015年2月27日 - アニメ「ひめゴト」BD購入者抽選イベントを開催。
- 2015年9月27日 - 公式ツイッターにて、ニコニコ生放送「あいまいみーまいん～卒業式～」が発表。[3]
- 2015年9月29日 - ニコニコ生放送「あいまいみーまいん～卒業式～」をもって活動終了。

## 出演

### イベント
- 2014年3月5日 - デビューシングル『とらぶるめーかー / めーきゃっぷ!』発売イベント - とらのあな秋葉原店C 4Fイベントスペース
- 2014年6月8日 - 池袋シネマチ祭（3日目）アニメ「ひめゴト」スペシャルステージ - 中池袋公園[4]
- 2014年7月1日 - アニメ「ひめゴト」先行上映会 - 文京シビックホール・小ホール
- 2014年7月4日 - アニトーク! 七夕祭り!! - 赤坂BLITZ
- あいまいみーまいんの「ひめゴト」ツアー

- 2014年7月19日 - とらのあな名古屋店イベントスペース
- 2014年7月19日 - ジーストア大阪店
- 2014年7月20日 - 福岡・カラオケ天神ACB 多目的ホール“BUZZ”
- 2014年7月21日 - とらのあな秋葉原店C 4Fイベントスペース

- 2014年8月8日 - コミックフェア 2014 - 台北世貿展覽一館 A舞台（台湾）
- アニメジャケット盤・ひめゴトラジオ・CD発売イベント

- 2014年9月20日 - ミニライブ&特典会（大阪） - ソフマップなんば店ザウルス1 8Fイベントスペース
- 2014年9月21日 - ミニライブ&特典会（東京1・昼） - 秋葉原 Twin Box GARAGE
- 2014年9月21日 - トーク&特典会（東京2・夜） - 秋葉原アソビットシティ 6Fイベントスペース

- 2014年9月28日 - アニ玉祭プレイベント（小野、桑原、摩天楼が出演） - 池袋サンシャインシティ噴水広場
- アルバム・ひめゴトラジオ・CD発売イベント
  - 2014年10月18日 - ライブ&特典会（大阪） - ソフマップなんば店ザウルス1 8Fイベントスペース
  - 2014年10月19日 - ライブ&特典会（東京1・昼） - 秋葉原アソビットシティ B1イベントホール
  - 2014年10月19日 - ライブ&特典会（東京2・昼） - 秋葉原 Twin Box GARAGE
- 2014年11月15日 - アニメ「ひめゴト」一挙上映会（柳瀬雄之監督、桑原がゲスト出演） - 秋葉原 Twin Box GARAGE
- アニメ「ひめゴト」BD発売記念イベント
  - 2014年11月29日 - BDお渡し特典会（大阪1・昼） - とらのあななんば店A
  - 2014年11月29日 - ライブ&特典会（大阪2・夜） - ソフマップなんば店ザウルス1 8Fイベントスペース
  - 2014年11月30日 - ライブ&特典会（東京1・昼） - 秋葉原アソビットシティ B1イベントホール
  - 2014年11月30日 - ライブ&特典会（東京2・夜） - 秋葉原 Twin Box GARAGE
- 2015年2月27日 - アニメ「ひめゴト」BD購入者抽選イベント - 文京シビックホール・小ホール

### ライブ
- 2013年12月22日 - アニメ情報バラエティ『アニメON!』 公開生放送ライブ - Twin Box AKIHABARA
- 2014年1月26日 - GEEK P@RK vol.8 - 渋谷ミルキーウェイ
- 2014年3月9日 - アイドルスタジアム in SHIBUYA-AX
- 2014年3月22日 - 秋フェス2014春 - Twin Box AKIHABARA
- 2014年3月29日 - 萌えフェス2014（第一部のみ） - TOKYO FMホール
- 2014年3月30日 - ASGKフェスティバル2014（ビクトリーショー同時開催）[5] - 産業貿易センター浜松町館
- 2014年3月30日 - GEEK P@RK vol.10 - 渋谷 duo music exchange
- 2014年4月5日 - 秋葉工房大炎会（1部・2部両方） - Twin Box AKIHABARA
- 2014年4月20日 - TwinBoxIDOLParty ～無銭スペシャルVol.12～ - Twin Box AKIHABARA
- 2014年5月25日 - 全開フリーダムLIVE in Twin Box AKIHABARA
- 2014年7月27日 - 東京アイドルゲート "PURE" - ディファ有明
- 2014年8月23日 - アイドルスタジアム in 赤坂BLITZ ～BS-TBSサマーパーティー2014～
- 2014年10月5日 - 第10回 痛Gふぇすたinお台場[6] - お台場レインボータウン 第1ステージ（「秋葉工房Live」枠）
- 2014年10月11日 - 第2回 アニ玉祭（アニメ・マンガまつりin埼玉）[7] - 大宮ソニックシティメインステージ（屋外）
- 2014年11月24日 - 2.5じげんネ申祭り -2014 KANAGAWA-[8] - 神奈川県庁舎本庁舎前特設トレーラーステージ（屋外）
- 2014年12月7日 - あいまいみーまいんシークレットライブ - 秋葉原（会場は当選者のみ公開）
- 2014年12月21日 - アニメ情報バラエティ『アニメON!』 公開生放送ライブ - Twin Box AKIHABARA

ALLOVER 定期公演（ゲスト出演）
- 2014年2月6日 - Twin Box AKIHABARA
- 2014年2月20日 - Twin Box AKIHABARA
- 2014年3月6日 - Twin Box AKIHABARA
- 2014年3月20日 - Twin Box AKIHABARA
- 2014年4月3日 - Twin Box AKIHABARA
- 2014年4月17日 - Twin Box AKIHABARA
- 2014年5月1日 - Twin Box AKIHABARA
- 2014年5月15日 - Twin Box AKIHABARA
- 2014年6月5日 - Twin Box AKIHABARA
- 2014年9月4日 - Twin Box AKIHABARA
- 2014年11月6日 - Twin Box AKIHABARA

### ニコニコ生放送
- アニメ情報バラエティ『アニメON!』

2014年1月28日 - #25（ゲスト）
2014年2月25日 - #26 あいまいみーまいん出演コーナー「霜科高校生徒会」開始。
2015年3月31日 - #39 コーナー終了。
- 「ひめゴト霜科高校生徒会」生会議しもしなーっす!（2014年7月8日 - 9月30日）

毎週火曜日21時から生放送（毎月最終火曜日はアニメON!番組内で放送）。全13回。
- あいまいみーまいん～卒業式～（2015年9月29日）

小野、桑原、東城が出演。摩天楼は仕事により不参加。

### ラジオ
- 霜科生徒会のひめゴトラジオ（2014年4月16日 - 9月24日）

インターネットラジオステーション「音泉。」にて、毎週水曜配信。全24回を、ラジオCDとして順次発売（Vol.1～6）。

### TV
- 東国原英夫のそのまんまでは通しません!（2014年4月19日）

### 楽曲
「CD」を参照。

### CD
アルバム
- Personality（2014年10月11日発売）

「ひめゴト」ツアーでも披露された全ソロ曲で構成。
1. protect u（小野早稀）
2. It's showtime（東城日沙子）
3. ゆめいろリボン（桑原由気）
4. うそつきPoker face（摩天楼由香）
5. protect u -instrumental-
6. It's showtime -instrumental-
7. ゆめいろリボン -instrumental-
8. うそつきPoker face -instrumental-

シングル
- とらぶるめーかー / めーきゃっぷ!

通常盤CD、期間限定盤（CD + DVD）、ライブ限定盤CD（2014年3月5日発売。ライブ限定盤は3月6日）
アニメジャケット盤CD（2014年9月20日発売）
CD
1. とらぶるめーかー（TVアニメ「ひめゴト」オープニングテーマ）
2. めーきゃっぷ!（TVアニメ「ひめゴト」エンディングテーマ）
3. とらぶるめーかー -Instrumental-
4. めーきゃっぷ! -Instrumental-

DVD
1. とらぶるめーかー（Special Live Movie）
2. めーきゃっぷ!（Special Live Movie）

参加アルバム
- 超絶神曲 アニメON! -VOL.2-（2013年12月22日発売） - 「とらぶるめーかー」収録

ラジオCD
- 霜科生徒会のひめゴトラジオ

CD版のみの録りおろしも含めたラジオ本編のMP3データCD + 特典映像DVD
全巻購入者が対象となるシークレットライブ（2014年12月7日）の抽選応募ナンバーが各巻に封入。
1. （2014年7月1日発売） - アニメ「ひめゴト」先行上映会より販売開始。
2. （2014年7月19日発売） - あいまいみーまいんの「ひめゴト」ツアーより販売開始。
3. （2014年9月20日発売）
4. （2014年9月20日発売）
5. （2014年10月11日発売）
6. （2014年10月18日発売）

### その他
- 予算10万円!! あいまいみーまいん、はじめての自作PC（予備知識ゼロ） - ものテク（ドスパラによるサイト）

1. 2014年9月26日 - 買い物編[10]
2. 2014年10月20日 - 組み立て編[11]